# Ardales
Ardales è un comune spagnolo di 2 664 abitanti situato nella comunità autonoma dell'Andalusia.

## Geografia fisica
Nel territorio comunale è compreso il lago del Conde de Guadalhorce, che ritiene le acque del fiume Turón poco prima della confluenza con il Guadalhorce, fiume che segna il confine nordorientale del comune.